# Антония Кеней
Антония Кеней (на латински: Antonia Caenis; † 73/ 74 г.) е частна секретарка на Антония Младша и конкубина на римския император Веспасиан. За нея пишат Светоний и Дион Касий.

## Биография
Антония Кеней е робиня на Антония, зълва на Тиберий и майка на Клавдий, и отговаря за нейната частна кореспонденция. Кеней по-късно е освободена от Антония и постига голямо влияние в двора на сина на бившата си господарка.
Тя започва връзка с Веспасиан, който по това време е още женен с Флавия Домицила, и помага в напредъка му при Клавдий и Нерон. Тя му помага и във финансовите му работи. Веспасиан я взема след смъртта на съпругата му през 69 г. официално за конкубина, истинска женитба не е възможна, заради различния произход (Веспасиан е сенатор, Кеней една освободена).
Когато през 69 г. Веспасиан става император, Кеней се показва на обществени места до него като негова съпруга. Тя живее в хубава вила на Via Nomentana в Рим и има там собствено домакинство, в което сега има свои роби. Изглежда тя се отнася добре със служителите си, те я наричат optima patrona („най-добра господарка“).
Кеней натрупва голямо богатство, вероятно построените след смъртта ѝ терми на Via Nomentana са построени по неин тестамент с нейни средства.